# Kåreholm
För andra betydelser, se Kåreholm (olika betydelser).
Kåreholm är en herrgård i Norrköpings kommun i Östergötland och är belägen i Rönö socken invid Kåreholmsviken av Slätbaken.

## Historia
År 1792 ärvde Johan Gabriel Oxenstierna ett stort antal gårdar, däribland Kårehatt, vilken han efter tillbyte av ett par granngårdar lät bebygga om till säteri och döpa om till Kåreholm. Inget av denna säteribebyggelse finns kvar. 
På den äldre timrade mangårdsbyggnadens plats uppfördes 1823 den nuvarande i tegel, dock något förskjuten i sin position. Huvudbyggnaden i en och en halv våning, har gulfärgad slätputsfasad med vita omfattningar och rusticeringar i hörn och kring huvudingångens portal. Arkitekten tros vara Lars Jacob von Röök.
Flygeln, uppförd 1833, är en kopia av de låga envåningsflyglarna från 1740-talet vid Björksunds herrgård i Södermanland, signerade Carl Hårleman.
Under 1830- och 40-talen tillkom orangeri, ladugård, loge, stall, smedja och båthus. Varav de två sistnämnda ingår i byggnadsminnet. Båthuset öster om huvudbyggnaden är uppfört 1848 av rödfärgat timmer av byggmästare Abraham Nyström. Smedjan är byggd av sten och putsad i gult med vita hörn, profilerade taklister, omfattningar och tandsnittsdekoration i portarnas överstycken. Troligen har Nyström även uppfört smedjan, som numera är inredd till bostad. Han ligger även bakom uppförandet av den monumentala stenladugården.